# Rupinder Kaur
Rupinder Kaur (ur. 28 stycznia 1985) – australijska zapaśniczka walcząca w stylu wolnym. Zajęła 27 miejsce na mistrzostwach świata w 2017. Czwarta na igrzyskach Wspólnoty Narodów w 2018. Brązowa medalistka mistrzostw Wspólnoty Narodów w 2017 roku.